# Idaea sextinotata
Idaea sextinotata là một loài bướm đêm trong họ Geometridae.